# Gröna på Åland
Gröna på Åland (De gröna) var ett politiskt parti på Åland. Partiet ställde upp i valet till Ålands lagting 1987 och fick två mandat. I valet 1991 fick partiet 2,8% av rösterna vilket inte räckte till något mandat.